# Maja Miro-Wiśniewska
Maja Miro-Wiśniewska (ur. w Krakowie) – polska multiflecistka, specjalizująca się w grze na poprzecznych fletach historycznych, kompozytorka.

## Życiorys
Ukończyła flet barokowy na Akademii Muzycznej w Krakowie, poprzeczne flety historyczne w Conservatorium van Amsterdam, psychologię stosowaną na Uniwersytecie Jagiellońskim w Krakowie. Posiada stopień doktora sztuki, który uzyskała w 2016 roku na Akademii Muzycznej im St. Moniuszki w Gdańsku, prezentując pracę o współczesnych kompozycjach na flet barokowy.
Od 2010 roku jest związana z Gdańskiem.
Jest prezeską Fundacji Silva Rerum, działającej na rzecz muzyki wykonywanej na instrumentach historycznych oraz flecistką zespołu Silva Rerum arte i Goldberg Baroque Ensemble. Pełni funkcję dyrektor artystycznej festiwalu instrumentów historycznych Cappella Angelica, odbywającego się w bazylice Mariackiej w Gdańsku.
Wykładowczyni Akademii Muzycznej w Gdańsku.

## Projekty autorskie
- SONABULARIUM. FLET Z DNA BAŁTYKU projekt wokół XVIII-wiecznej fife, wydobytej z wraku statku General Carleton (2024)[3]
- HYMNUS AD ORTUM SOLIS medytatywne improwizacje na bazie archaicznych pieśni z XVI-wiecznych kancjonałów ewangelików reformowanych. Dla Białorusi. (2021)
- PLAESE DON’T STOP improwizowany koncert w okresie kwarantanny związanej z COVID-19, zrealizowany dla przechodniów w Stoczni Cesarskiej w Gdańsku[4] (2020)
- NIRENSKA spektakl teatru tańca o życiu Poli Nireńskiej; [Ć/DŹ] Teatr Ciała i Dźwięku; Agafia Wieliczko, taniec, choreografia; Maja Miro-Wiśniewska, muzyka, flety; Zbigniew Chojnacki, muzyka, akordeon, elektronika; premiera: Festiwal Kultury Żydowskiej ZBLIŻENIA w Gdańsku[5] (2019)
- KOŃCZĄ MI SIĘ SŁOWA spektakl teatru tańca [Ć/DŹ] Teatr Ciała i Dźwięku; Agafia Wieliczko, taniec, choreografia; Maja Miro-Wiśniewska, muzyka, flety; premiera: Teatr BOTO[6] (2019)
- SZTUKA ODDYCHANIA spektakl intermedialny; Joanna Czajkowska, Agafia Wieliczko, taniec, choreografia; Maja Miro-Wiśniewska, flety; Adriana Majdzińska, instalacja; premiera: Gdański Teatr Szekspirowski (2017)
- KRÓL. SONATY I LISTY muzyka i korespondencja Fryderyka II; Maja Miro-Wiśniewska, traverso; Małgorzata Sarbak, klawesyn; Agnieszka Oszańca, wiolonczela barokowa; Renia Gosławska, interpretacja tekstów; Marek Zygmunt, video (2015)
- SCHOPENHAUER BYŁA KOBIETĄ. Muzyczny suplement do gdańskich wspomnień Johanny Schopenhauer; premiera: Festiwal MUSICALIA BALTICA, Centrum św. Jana w Gdańsku (2014)
- KRÓTKA HISTORIA DOBREJ MUZYKI NA DWA DREWNIANE FLETY POPRZECZNE Maja Miro-Wiśniewska, Elin Olstorpe, flety historyczne (2011)
- TANGO NUEVO BAROCCO. Ludwik XIV kochałby tango; premiera: Centrum Sztuki Manggha w Krakowie (2007)
- GRY DWORSKIE na 4 stopy i 5 par rąk; Chambre 5 (2006)
- ANATOMIA TAŃCA. Chaconne. Gavotte. Musette (2006)

## Płyty
- BOISMORTIER OP. 91 (Dux, 2021)
- HYMNUS AD ORTUM SOLIS (2021)[7]
- MINIMAL BLOOD. Tradycyjne pieśni o kobietach i krwi (2018)[8]
- DE ARTE RESPIRANDI. Dawne traktaty medyczne i nowa muzyka na flet barokowy (2017)[9]
- Muzyka do zaginionego filmu jidysz, Maja Miro | Maria Ka (2017)[10]